# آندرسون سانتوس سیلوا
آندرسون سانتوس سیلوا (به پرتغالی: Andrade Santos Silva) مدافع اهل برزیل است که در شهر Tapiramutá و در تاریخ ۱۴ دسامبر ۱۹۸۱ به دنیا آمده‌است.
آندرسون سانتوس سیلوا در تیم‌های فوتبال Rio Branco سابقهٔ حضور دارد.